# Кадашман-Тургу
Кадашман-Тургу (Ka-da-ash-ma-an-Túr-gu) — касситский царь Вавилонии (Кардуниаша), правил около 1281 — 1264 гг. до н. э., сын царя Нази-Марутташа. Принял титул «царь множеств» (Šar kissati). Теофорический элемент имени читался как Дургу или Тургу.
Кадашман-Тургу был сыном касситского царя Вавилонии Нази-Марутташа и правил в 1281—1264 [+3/–2] годах до н. э.. Согласно царскому списку (список A), Кадашман-Тургу правил 18 лет. От его времени сохранилось стекло ляпис-лазури с посвятительной надписью, содержащей его имя из Ниппура, также надписи на кирпичах с его именем из развалин зиккурата в Ниппуре. В целом — 9 посвятительных надписей, 2 фрагмента текста письма Хаттусили III и примерно 110 хозяйственных текстов.
Продолжал поддерживать дружественные отношения с ассирийским царём Адад-нирари I, с которым он заключил договор. В то же время он начал проводить политику сближения с Хеттским царством, с царём которого — Хаттусили III он так же заключил союзный договор, в котором гарантировалось в случае смерти кого-либо из них беспрепятственное вступление на престол сына умершего. Царь, переживший другого, должен был проследить за этим и в случае возникших затруднений даже помочь воинскими силами.
Помимо иных источников, о хеттско-вавилонском союзе времён царствования Кадашман-Тургу известно из письма Хаттусили III (KBo I 10) к вавилонскому царю Кадашман-Эллилю II, сыну Кадашман-Тургу. Хеттский царь писал, что когда он сообщил царю Кадашман-Тургу о нарастании вражды между Хеттским царством и Египтом, вавилонский царь пообещал Хаттусили III военную помощь в случае выступления хеттских войск против египтян («[Когда твои войска] выступят против Египта, выступлю и я с тобой; [когда ты против Египта] выступишь, я [пошлю тебе] воинов и колесницы»). Эта переписка с Кадашман-Тургу, о которой Хаттусили рассказывал его сыну, должна датироваться периодом хетто-египетской войны, имевшей место между вступлением на престол Хаттусили III и заключением мирного договора с Египтом на 21-м году правления египетского царя Рамсеса II, то есть между 1277 и 1270 годами до н. э. В том же письме Хаттусили обращает внимание Кадашман-Эллиля II на то, что никогда не воспользовался указанным обещанием Кадашман-Тургу касательно военной помощи против Египта. По мнению исследователей (к примеру, А. А. Немировского), если Кадашман-Тургу был готов и имел возможность оказать Хаттусили военную помощь против Египта, то в период его правления вавилонские владения соприкасались с хеттскими. Из этого следует, что при Кадашман-Тургу вавилоняне контролировала, как минимум, район между Ханой и Мари, а вероятно, и территории долины Среднего Евфрата в направлении к Белиху и хеттским владениям в Сирии.
После смерти Кадашман-Тургу между 1267 и 1262 годами до н. э. на престол Вавилонии был посажен его малолетний сын Кадашман-Эллиль II под опекунством вавилонских вельмож, при этом Хаттусили III выступил своего рода гарантом сохранения власти нового царя. Хеттский царь направил опекунам Кадашман-Эллиля II письмо, в котором предостерёг их от возможных попыток отстранения сына Кадашман-Тургу от власти и пообещал военную помощь против возможных врагов юного царя.

## Титулы
- царская надпись называет его: LU.GAL ki-šá-ra (лугаль Киша или множеств)
- табличка средне-ассирийского периода из Ашшура: LUGAL ŠÁr
- кинжал с надписью из Луристана: Kadašman-Turgu šar-kissati («царь множеств»)